# 徐瑞新
徐瑞新（1941年—）河北省乐亭县中堡王庄乡徐家店村人，中国共产党及中华人民共和国官员，中共中央办公厅副主任，中华人民共和国民政部副部长。

## 生平
徐瑞新是大专文化。1961年参加工作，1974年加入中国共产党。历任中共中央办公厅副科长、科长、副处长、处长、副局长、局长、副主任。1995年任中华人民共和国民政部副部长。2001年任中国社会工作协会会长。曾任中南海业余大学第四任校长。是中共十三大代表。